# San Bernardo (metropolitana di Madrid)
San Bernardo è una stazione delle linee 2 e 4 della metropolitana di Madrid.
Si trova sotto alla Glorieta de Ruiz Jiménez, ossia alla confluenza tra le vie San Bernardo, Alberto Aguilera e Carranza, nel distretto di Chamberí.

## Storia
La stazione fu inaugurata il 27 dicembre 1925 nell'ambito dell'ampliazione della linea 2 da Sol a Quevedo.
La stazione della linea 4 venne inaugurata il 23 marzo 1944.
A differenza della maggior parte delle stazioni, in cui la linea più antica è quella più vicina alla superficie mentre la più recente si trova a maggiore profondità, in questo caso la stazione sulla linea 4 è quella situata a minore profondità.

## Accessi
Ingresso Alberto Aguilera
- Alberto Aguilera Glorieta de Ruiz Jiménez, 2 (angolo con Calle de San Bernardo e Calle de Alberto Aguilera)

Ingresso Carranza
- Carranza Glorieta de Ruiz Jiménez, 5 (angolo con Calle de Carranza)